# Франко Інтерленгі
Фра́нко Інтерле́нгі (італ. Franco Interlenghi; 29 жовтня 1931, Рим, Королівство Італія — 10 вересня 2015, Рим, Італія) — італійський актор.

## Життєпис та кар'єра
Франко Інтерленгі народився 29 жовтня 1931 року в Римі, Італія. Акторський талант 15-річного Інтерленгі відкрив режисер Вітторіо де Сіка, який запропонував йому одну з головних ролей сироти Паскуале Маджі у своєму фільмі «Шуша» (1946). Пізніше актор знявся у його стрічках «Генерал Делла Ровере» (1959) та «Хай живе Італія!». (1961).
Інтерленгі грав ролі у фільмах таких видатних італійських режисерів, як Алессандро Блазетті, Федеріко Фелліні («Мамині синочки», 1953), Мікеланджело Антоніоні («Переможені», 1953), Мауро Болоньїні («Молоді чоловіки», 1958, та «Бурхлива ніч», 1959) та в театральній адаптації Лукіно Вісконті «Смерті комівояжера» за Артуром Міллером. Знімався також у фільмах іноземних режисерів: Джозефа Манкевича, Жульєна Дювів'є, Чарльза Відора та в американсько-італійському пеплумі «Одіссея», поставленому у 1954 році режисером Маріо Камеріні за «Одіссеєю» Гомера.

## Особисте життя
Інтерленгі був одружений з акторкою Антонеллою Луальді, з якою мав двох дітей. Їхня донька Антонелла Інтерленгі стала акторкою.
Франко Інтерленгі помер у Римі 10 вересня 2015 року у віці 83 років.

## Фільмографія
| Рік       |    | Українська назва               | Оригінальна назва                        | Роль                                                                 |
| --------- | -- | ------------------------------ | ---------------------------------------- | -------------------------------------------------------------------- |
| 1946      | ф  | Шуша                           | Sciuscià                                 | Паскуале Маггі                                                       |
| 1948      | ф  | Фабіола                        | Fabiola                                  | Чорвіно                                                              |
| 1949      | ф  | Неділя в серпні                | Una Domenica d'agosto                    | Енріко                                                               |
| 1951      | ф  | Париж завжди Париж             | Parigi è sempre Parigi                   | Франко Мартіні                                                       |
| 1952      | ф  | Герої недільного дня           | Gli eroi della domenica                  | Маріні                                                               |
| 1952      | ф  | Маленький світ Дона Камілло    | Le Petit monde de Don Camillo            | Маріоліно                                                            |
| 1952      | ф  | Процес над містом              | Processo alla città                      | Луїджі Еспозіто                                                      |
| 1953      | ф  | Мамині синочки                 | I vitelloni                              | Моральдо Рубіні                                                      |
| 1953      | ф  | Світ їх засуджує               | Il mondo le condanna                     | Франко                                                               |
| 1953      | ф  | Пісні, пісні, пісні            | Canzoni, canzoni, canzoni                | нотаріус                                                             |
| 1953      | ф  | Переможені                     | I Vinti                                  | Клаудіо                                                              |
| 1953      | ф  | Провінціалка                   | La Provinciale                           | Паоло Сарторі                                                        |
| 1954      | ф  | Босонога графиня               | La Contessa Scalza                       | Педро                                                                |
| 1954      | ф  | Півстоліття кохання            | Amori di mezzo secolo                    | Маріо (новела «1900. Романтичне кохання»)                            |
| 1954      | ф  | Сто років кохання              | Cento anni d'amore                       | Енріко Адамолі (Ріко), молодий гарібальдієць (новела «Гарібальдіна») |
| 1954      | ф  | Одіссея                        | Ulisse                                   | Телемах                                                              |
| 1955      | ф  | Закохані                       | Gli Innamorati                           | Франко                                                               |
| 1955      | ф  | Червоне і чорне                | Rosso e nero                             | брат Матильди                                                        |
| 1956      | ф  | Альтаїр                        | Cadetes del aire                         | Джорджо Фаріні                                                       |
| 1957      | ф  | Батьки і сини                  | Padri e figli                            | Гвідо Блазі                                                          |
| 1957      | ф  | Прощавай, зброє!               | A Farewell to Arms                       | Аймо                                                                 |
| 1958      | ф  | У разі нещастя                 | En cas de malheur                        | Маццетті                                                             |
| 1958      | ф  | Молоді чоловіки                | Giovani mariti                           | Антоніо                                                              |
| 1959      | ф  | Генерал Делла Ровере           | Il Generale della Rovere                 | Антоніо                                                              |
| 1959      | ф  | Бурхлива ніч                   | La notte brava                           | Беллабелла                                                           |
| 1961      | ф  | Хай живе Італія!               | Viva l'Italia!                           | Джузеппе Банді                                                       |
| 1967      | ф  | Колона                         | Columna                                  | центуріон Оптімус                                                    |
| 1972      | ф  | Планета Венера                 | Pianeta Venere                           |                                                                      |
| 1978      | ф  | Кохання, свинець і лють        | Amore, piombo e furore                   | Генк Себанек                                                         |
| 1985      | ф  | Міранда                        | Miranda                                  | Карло                                                                |
| 1986      | ф  | Каморрист                      | Il Camorrista                            | Дон Саверіо                                                          |
| 1987      | тф | Дитина на ім'я Ісус            | Un Bambino di nome Gesù                  | Руфус                                                                |
| 1990      | ф  | Помідор                        | Pummarò                                  |                                                                      |
| 1990      | ф  | Скупий                         | L' Avaro                                 | майстер Джакомо                                                      |
| 1992      | ф  | Сердечні подруги               | Le Amiche del cuore                      | Трібоді                                                              |
| 1994      | ф  | Плюшевий ведмедик              | L' Ours en peluche                       | директор музею                                                       |
| 1995      | ф  | Король Парижа                  | Le Roi de Paris                          | Бельєрс                                                              |
| 1996      | ф  | Зроби мені послугу             | Mi fai un favore                         | Маріо                                                                |
| 1997      | с  | Рекет                          | Racket                                   | Капопорто                                                            |
| 1998      | ф  | Орієнтир                       | La Rumbera                               |                                                                      |
| 1999—2017 | с  | Дон Маттео                     | Don Matteo                               | внженер Барбієрі                                                     |
| 2000      | тф | Йосип з Назарета               | Gli Amici di Gesù — Giuseppe di Nazareth |                                                                      |
| 2000      | тф | Падре Піо: Між небом і землею  | Padre Pio: Tra cielo e terra             | падре Граціано                                                       |
| 2001      | ф  | Довга, довга, довга ніч любові | Una lunga lunga lunga notte d'amore      | Луїджі Сеттембріні, друг Марчелло                                    |
| 2002      | тф | Папа Джованні — Іоанн XXIII    | Papa Giovanni — Ioannes XXIII            | єпископ Радіні Тедескі                                               |
| 2005      | ф  | Кримінальний роман             | Romanzo criminale                        | барон Роселліні                                                      |
| 2006      | тф | Папа Лучані, посмішка Бога     | Papa Luciani: Il sorriso di Dio          | монсиньйор Казаролі                                                  |
| 2007      | ф  | Ніч перед іспитом — Сьогодні   | Notte prima degli esami — Oggi           | Луїджі                                                               |
| 2009      | ф  | Я, Дон Жуан                    | Io, Don Giovanni                         | падре ді Аннетта                                                     |
| 2010      | ф  | Прекрасне товариство           | La bella società                         | Папа Римський                                                        |

## Визнання
| Нагороди та номінації Франко Інтерленгі | Нагороди та номінації Франко Інтерленгі | Нагороди та номінації Франко Інтерленгі | Нагороди та номінації Франко Інтерленгі |
| Рік                                     | Категорія                               | Фільм                                   | Результат                               |
| --------------------------------------- | --------------------------------------- | --------------------------------------- | --------------------------------------- |
| Премія «Срібна стрічка»                 |                                         |                                         |                                         |
| 1960                                    | Найкращий актор другого плану           | Бурхлива ніч                            | Номінація                               |